# Cameron Cowperthwaite
Cameron Joseph Cowperthwaite (Los Angeles, 25 de junho de 1992) é um ator americano. Ele é mais conhecido por interpretar Speed Wagon em American Horror Story: Cult.

## Filmografia

### Cinema
| Ano  | Título                         | Papel          | Notas          |
| ---- | ------------------------------ | -------------- | -------------- |
| 2016 | A Theory for Tangled Wires     | Sam Wynnabaker | Curta-metragem |
| 2017 | Blood Brothers                 | Paul           | Curta-metragem |
| 2017 | Hold'em                        | Mikey          | Curta-metragem |
| 2018 | Pledge                         | Ricky          |                |
| 2019 | Brotherhood                    | Wesley         | Curta-metragem |
| 2019 | Illegal                        | Policial       | Curta-metragem |
| 2020 | Rocket Man                     | David          | Curta-metragem |
| 2021 | Cash Cow                       | Kevin          | Curta-metragem |
| 2022 | Double Down South              | Douche         |                |
| 2023 | Bury the Bride                 | Bobby          |                |
| 2024 | Drift                          | Joshua         | Curta-metragem |
| 2024 | The Ballad of Rose Mae         | Clyde          | Curta-metragem |
| 2024 | Aliens Don't Like White People | Cam            | Curta-metragem |
| 2024 | Workers' Comp                  | Bucky          | Curta-metragem |

### Televisão
| Ano       | Título                                     | Papel           | Notas                                                           |
| --------- | ------------------------------------------ | --------------- | --------------------------------------------------------------- |
| 2016      | Criminal Minds: Beyond Borders             | Zak             | Episódio: "Harvested"                                           |
| 2017      | Feud: Bette and Joan                       | Michael Parks   | Episódio: "More, or Less"                                       |
| 2017      | Unbreakable Kimmy Schmidt                  | Austin          | Episódio: "Kimmy Is a Feminist!"                                |
| 2017      | The Deuce                                  | Peter           | Episódio: "Why Me?"                                             |
| 2017      | American Horror Story: Cult                | Speed Wagon     | 4 episódios                                                     |
| 2018-2024 | Station 19                                 | Mason Bishop    | 4 episódios                                                     |
| 2018      | Animal Kingdom                             | Cooper          | Episódio: "The Center Will Hold"                                |
| 2018      | NCIS                                       | Thomas Fletcher | Episódio: "Fragments                                            |
| 2019      | Shameless                                  | Batiste         | Episódio: "Sleep Well My Prince for Tomorrow You Shall Be King" |
| 2022-2023 | American Horror Stories                    | Charlie / Wyatt | 2 episódios                                                     |
| 2022      | Dahmer – Monster: The Jeffrey Dahmer Story | Steven Hicks    | 2 episódios                                                     |
| 2023      | The Rookie                                 | Jesse Long      | Episódio: "Double Trouble"                                      |
| 2023      | 9-1-1: Lone Star                           | Grant           | 2 episódios                                                     |
| 2024      | Fallout                                    | Monty           | Episódio: "The End"                                             |
| 2024      | Sugar                                      | Ryan Pavich     | 2 episódios                                                     |
| 2025      | On Call                                    | Austin          | Episódio: "South of Heaven"                                     |
| 2025      | Rescue: HI-Surf                            | Bryson          | Episódio: "Ripple Effect"                                       |
| 2025      | Tires                                      | Ollie           | 2 episódios                                                     |